# 멜라니 두티
멜라니 두테(Mélanie Doutey, 1978년 11월 22일 ~ )는 프랑스의 배우이다.

## 출연 작품
- 아름다운 여행 (2019)
- 수영장으로 간 남자들 (2018)
- 네버 온 더 퍼스트 나이트 (2015)
- 친구사이 (2015)
- 프렌치 커넥션: 마약수사 (2014)
- 해커스 (2012)
- 플레이어스 (2012)
- 스팟 오브 바더 (2009)
- R.T.T. (2009)
- 여배우에 관한 모든 것 (2009)
- De Moins En Moins (2008)
- 더 트로이 (2007)
- 이번 저녁, 난 집에서 잔다 (2007)
- 마이 플레이스 위드 더 선 (2007)
- 원 윌 라이크 (2006)
- 페어 플레이 (2006)
- 대통령 (2006)
- 나르코 (2004)
- 로보 (2004)
- 악의 꽃 (2003)
- 전사의 형제 (2002)